# Lesnoj (Oblast' di Rjazan')
Lesnoj (in russo Лесной?) è un insediamento di tipo urbano della Russia europea centrale, situato nel distretto Šilovskij dell'oblast' di Rjazan'.
Si trova nel bassopiano della Oka e del Don, 30 km a sud-ovest di Šilovo.